# Укртелефильм
Укртелефильм (укр. Укртелефільм) — советская республиканская, а с 1991 года украинская студия телевизионных фильмов.

## История
Создана 1 января 1965 года в структуре Гостелерадио УССР. Снимала фильмы как на украинском, так и на русском языке для последующего показа по 1-й программе Центрального телевидения (в титрах обязательно указывалась информация «Украинская студия телевизионных фильмов» по заказу Гостелерадио СССР или по заказу Гостелерадио УССР). Госпредприятие студия «Укртелефильм» финансировалось из бюджета в форме хозрасчета. За время существования на «Укртелефильме» создано около трёх тысяч фильмов разных жанров, в том числе более 1200 документальных и более 200 — художественных фильмов, фильмов-спектаклей и почти 1,5 тысячи музыкальных фильмов с участием корифеев украинской сцены. «Укртелефильм» — одна из немногих студий, которая почти в полном объёме фиксировала «живых» национальных поэтов и писателей, которые перед камерой читали свои лучшие произведения, композиторов, музыкантов и вокалистов мирового уровня, исполнявших как свои произведения, так и шедевры украинской и мировой классики. В 1983 году на базе нового видео комплекса, построенного Гостелерадио УССР на территории студии с двумя аппаратно-студийными блоками и аппаратными видеомонтажа, создаётся первое в СССР объединение «Видеофильм». Инициатор и художественный руководитель - Виктор Кисин, директор - Светлана Степаненко. За время работы объединения «Видеофильм» на видеопленку было снято огромное количество документальных, музыкальных и художественных фильмов, а также фильмов-спектаклей многокамерным способом съёмок, фактически по трансляции большого эпизода произведения.

## 1988—2022 года
В 1988 году объединение «Видеофильм» было закрыто. Заместитель генерального директора студии В.Анищенко создал новое объединение «Лыбидь» на базе оставшихся от "Видеофильма" средств производства. В 2004 году Виктор Анищенко стал директором ТОВ Арендное предприятие «Укртелефильм» с уставным заданием взять в аренду госпредприятие «Укртелефильм» с дальнейшим изменением профиля работы. Устав ТОВ «Укртелефильм» в марте 2008 года, был признан судом недействительным. В 2003 году Виктор Анищенко начинает деятельность по строительству жилых домов на территории студии совместно с Московской инвестиционной компанией государственных деятелей РФ братьев Мазуров. Дома введены в эксплуатацию в 2012 году. В 2022 году ещё часть территории госпредприятия «Укртелефильм» (сад и двухэтажный административный корпус) отданы под строительство жилых домов. Можно утверждать, что с началом строительства жилых домов на территории «Укртелефильм» студия прекратила своё существование, как киновидеокомпания.
В 1995 году Гостелерадио УССР было временно переименовано в государственный комитет информационной политики. В 2001 году вновь возвращено название государственный комитет по телевидению и радиовещанию Украины. Начиная с создания в 1965 году, студия «Укртелефильм» остаётся государственным предприятием сферы управления и контроля государственного комитета по телевидению и радиовещанию Украины. В июле 2015 года сотрудниками телерадиокомпании «Крым» была обнаружена информация на сайте Госкомтелерадио Украины о том, что на базе «Укртелефильма» планируется возобновление вещания ГТРК «Крым» в качестве украинского СМИ с привлечением оборудования областных телерадиокомпаний Донецкой и Луганской областей, попавшего под контроль [ОРДЛО]. 22 июля 2015 года сюжет был показан в эфире телеканала «Первый Крымский».

## Избранные фильмы
См: Список фильмов студии «Укртелефильм»

### Музыкальные фильмы
- «Червона рута» (1971),
- «Перед концертом» (1973, про Н. Кондратюка),
- «Квартет імені Лисенка» (1974),
- «Ти плюс я — весна» (1974),
- «Хор народний» (1974, про Национальный заслуженный академический народный хор Украины им. Верёвки),
- «Пісня завжди з нами» (1975)
- «Покликання» (1976, про А. Мокренко),
- «Казка як казка» (1978),
- «Образи» (1978, про Евгению Мирошниченко),
- «Весільний вінок» (1979),
- «Автограф» (1979, снят во время гастролей Аллы Пугачёвой в Киеве в мае 1979 года)
- «Пісні Платона Майбороди» (1981, про композитора Платона Майбороду),
- «Розцвітає рута-м’ята» (1981),
- «Солов'їний романс» (1981, про Марию Стефюк),
- «Тополина земля» (1982, про Раису Кириченко),
- «Земле моя світла» (1982, про квартет «Явір»),
- «Усмішки Нечипорівки» (1982),
- «Мелодії старого замку» (1982),
- «Весняні варіації» (1985, про Нину Матвиенко),
- «Танцює Покуття» (1986),
- «Дума» (1986, про Капеллу бандуристов),
- «Жити — це співати» (1987, про Евдокию Колесник),
- «А. Солов’яненко на сцені і поза сценою» (1989)
- «Монолог о любви» (1986) и «Золотое сердце» (1989 про Софию Ротару) и др.

### Документально-биографические фильмы
Цикл документальных фильмов «Немеркнущие звёзды» (укр. Немеркнучі зірки) (1997) о звездах культуры (до настоящего времени реализовано 40 фильмов), в частности:
- «Л. Кадочникова» (2 фильма)
- «З. Дехтярёва»
- «Б. Которович» (2 фильма)
- «Ю. Ткаченко» (2 фильма)
- «К. Степанков» (3 фильма)
- «А. Соловьяненко» (2 фильма)
- «О. Басистюк» (2 фильма)
- «Е. Станкович» (2 фильма)
- «В. Гуцал»
- «Ю. Мушкетик»
- «Е. Мирошниченко» (4 фильма)
- «Ф. Стригун»
- «Сестри Байко» (2 фильма)
- «О. Гай»
- «М. Стефюк» (2 фильма)
- «Микола Стороженко»
- «Раиса Кириченко» (2 фильма)
- «Богдан Ступка» (3 фильма) и другие.

### Художественные фильмы
- Голубая роза
- Горы дымят
- Рим, 17...
- Девушка и море
- Лючия ди Ламмермур
- Фауст (фильм-опера) (1982)
- Сказка как сказка
- Испытатели (1987)
- Грех (1991)
- Окно напротив (1991)
- Человек из команды «Альфа» (1992)
- Америкэн бой (1992)
- Иванко и царь Поганин

## Награды
Фильмы студии трижды награждались Национальной премией Украины имени Тараса Шевченко, отмечены многочисленными наградами и призами престижных телевизионных фестивалей и конкурсов.
В числе таких картин производства студии «Укртелефильм», киноленты «Слепой дождь…» (режиссёр Виктор Гресь; Главный приз «Золотая нимфа» на МКФ в Монте-Карло, 1970), «Познай себя» (режиссёр Р. Юхименко; Гран-при Международного кинофестиваля в Варне, 1971), «Чернобыль: два цвета времени» (режиссёр Игорь Кобрин; Национальная премия Украины имени Т. Шевченко, 1992), «Западня» и «Преступление со многими неизвестными» (режиссёр Олег Бийма; Национальная премия Украины имени Т. Шевченко, 1996), телесериалы «Остров любви» (режиссёр Олег Бийма) и «Роксолана» (режиссёр Борис Небиеридзе) и многие другие документальные, музыкальные и художественные телефильмы.

## Генеральные директора студии
- Леонид Петрович Мужук (1984—1995)
- Александр Денисенко (1994—1995)
- Олег Бийма (2001—2007)
- Владимир Кошара (2007—2009)
- Анатолий Пасечный
- и. о. Сергей Пономаренко
- и. о. Виктор Петренко[укр.] (август 2009—2010)
- Юрий Анатольевич Сторожук (2010—2013)
- и. о. Виктор Петренко[укр.] (2013—2016)
- Сергей Омельчук (2016—2017)
- Виктор Подлесный (2017—2018)
- Тарас Аврахов (2018 — н.в.)

- Заместитель генерального директора с 1983 по 2017, директор кооператива «Лыбидь», директор ТОВ арендное предприятие «Укртелефильм» Виктор Павлович Анищенко

## Реквизиты
Украина, Киев, улица Туманяна, 15.

Генеральный директор — Юрий Анатольевич Сторожук. Художественный руководитель — Олег Бийма.